# Porsche 944

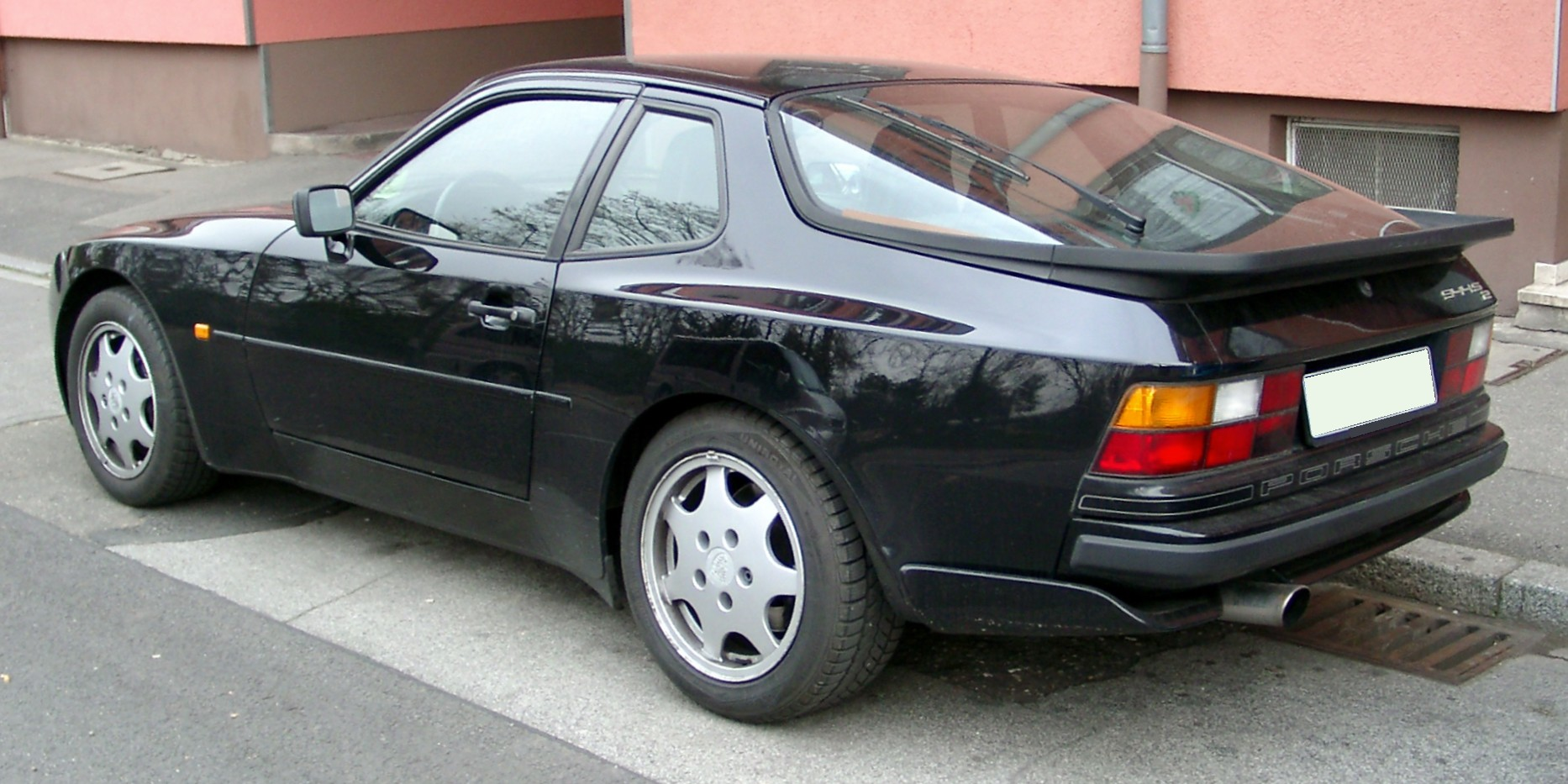
Porsche 944

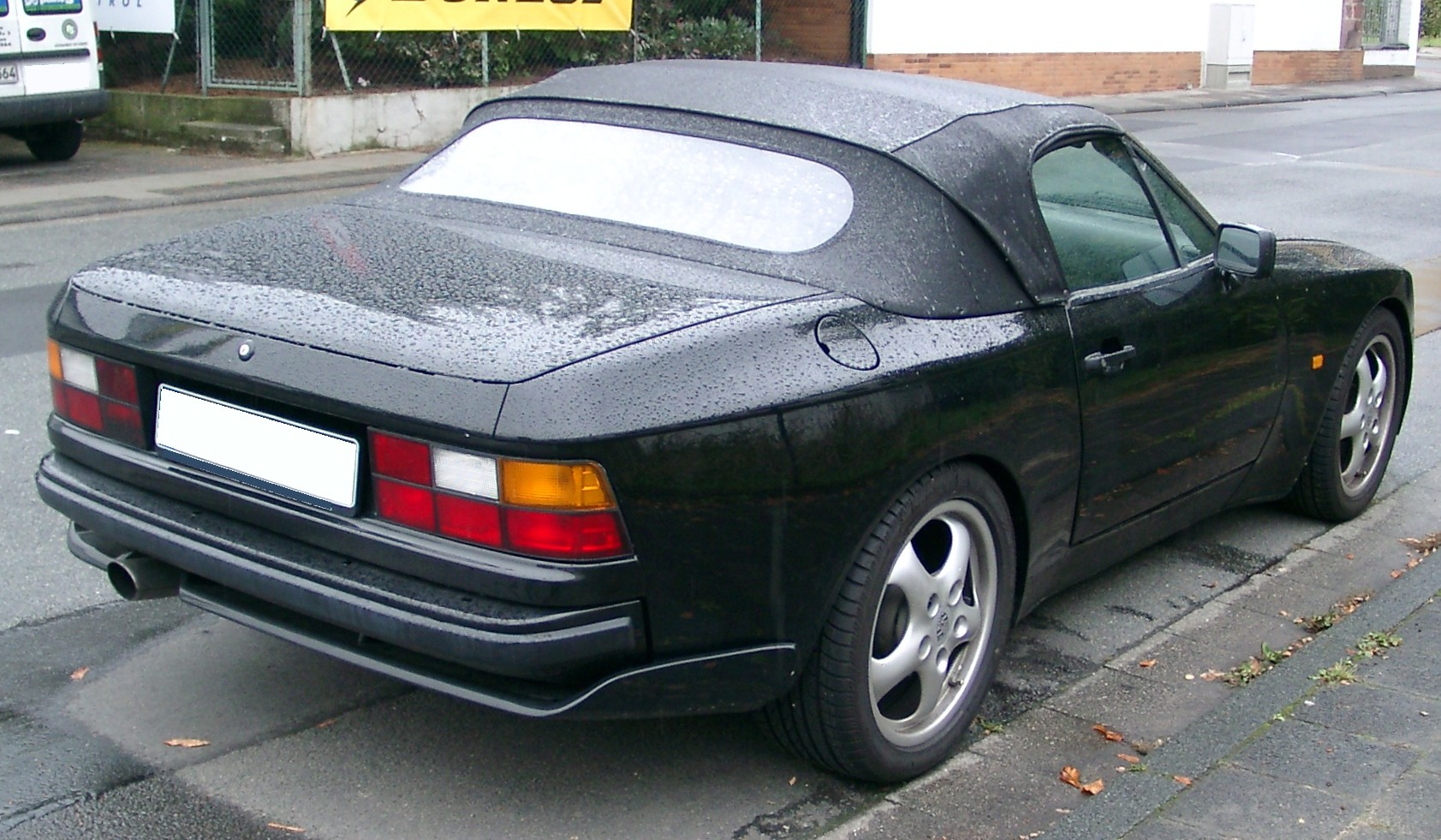
Porsche 944 Cabrio

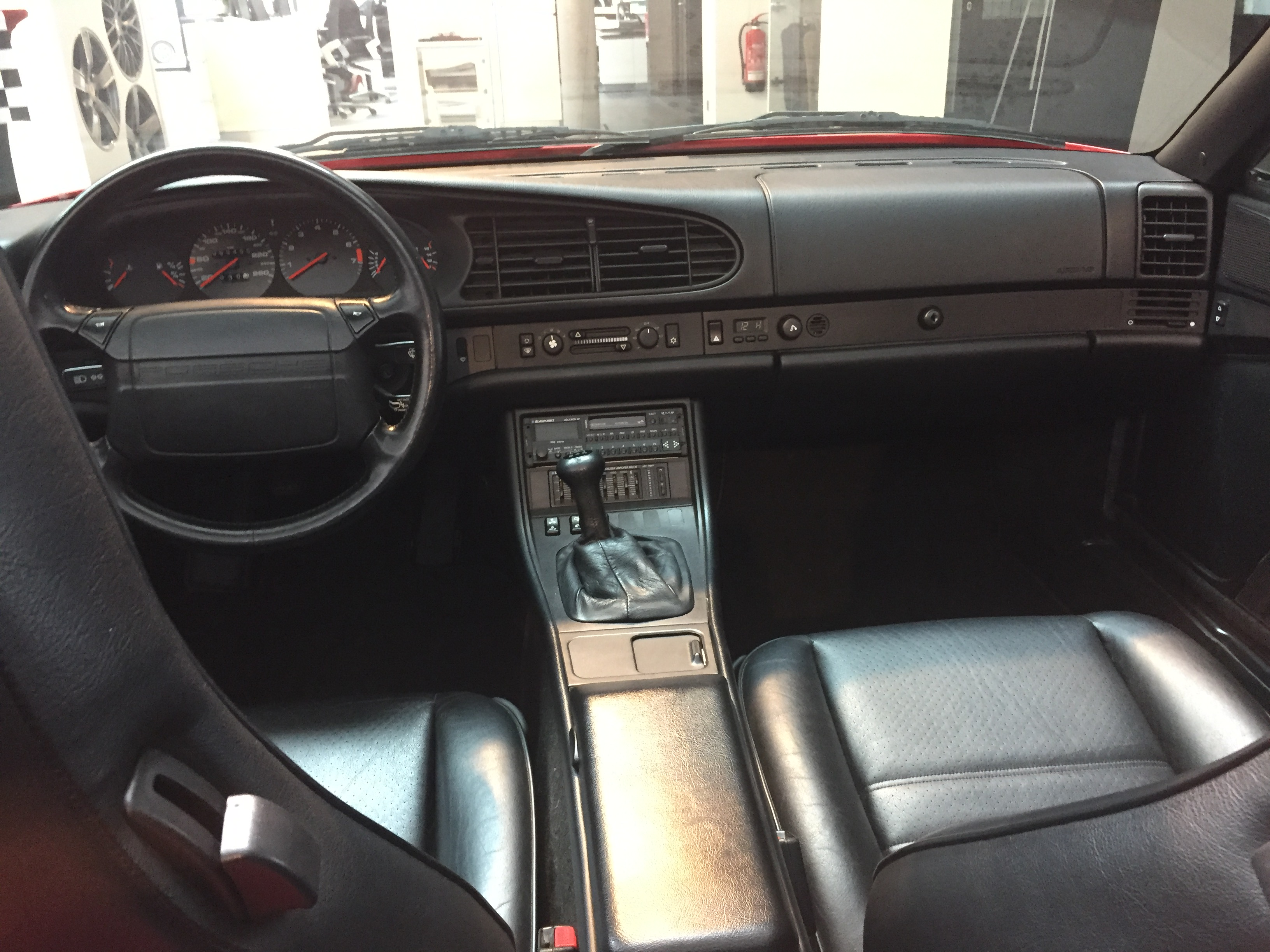
Салон Porsche 944

Porsche 944 - спортивний автомобіль, що випускався Porsche на заводі Ауді у Неккарзульмі (ФРН) і на основному заводі Porsche в Штутгарті з 1982 по 1991 рік. Мав 4-циліндровий рядний двигун (також і в турбований варіанті) обсягом 2479 см3 (2,5 л), а пізніше 2,7 і 3,0 л. Оснащувався 5-ступінчастою МКПП, опціонально встановлювалася 3-ступінчаста АКПП.
Компонування двигуна і трансмісії була такою ж, як у більш раннього Porsche 924: двигун розташовувався спереду, а коробка передач ззаду, що забезпечувало близьку до 50:50 розважування по осях.
В кінці 1985 року був проведений рестайлінг моделі, який змінив салон (квадратна панель поступилася місцем сучасної овальної) і технічну частину автомобіля; в 1987 році проведено ще одні суттєві доопрацювання, найбільш проявилися в оновленій ходової частини автомобіля.
Версія S2 (1989-1991 рр.) І пізні turbo (тільки 1991 року) також випускалися в кузові кабріолет.
Всього виготовили 162 452 автомобілів.

## Двигуни
- 2.5 л M44/40 I4 150-190 к.с.
- 2.5 л M44/51 Turbo I4 220 к.с.
- 2.5 л M44/52 Turbo I4 250 к.с.
- 2.7 л M44/12 I4 165 к.с.
- 3.0 л M44/41 I4 211 к.с.